# Vida Difícil
Vida Difícil é o terceiro álbum de estúdio do cantor Leo Jaime. Nele está o hit "Nada Mudou", com uma letra séria e cheia de crítica social. Com a canção tocando nas rádios, o álbum se mostrou mais maduro, abandonando o estilo adolescente que se via muito desde de seu primeiro álbum, Phodas "C". O álbum vendeu mais de cem mil cópias.
A edição em CD do álbum foi lançado em 2015 na coletânea Nada Mudou, que incluía cinco álbuns do cantor lançados entre 1983 e 1989.
| “ | “Eu queria deixar de ser um roqueiro irreverente. Pretendia ser mais do que isso. Esse pensamento me levou a querer fazer outras coisas. Em certo ponto da vida, todo mundo quer amadurecer. Acho que aquele momento tinha a ver comigo. Eu me identificava muito com a turma de Brasília, como o pessoal do Legião Urbana.” | ” |

## Presença em "Corpo Santo"
A faixa "Mensagem de Amor" foi incluída na trilha sonora nacional da novela "Corpo Santo", exibida em 1987 pela extinta Rede Manchete.

## Faixas
| N.º | Título                                               | Duração |  |
| 1.  | "Nada Mudou"                                         |         |  |
| 2.  | "Briga"                                              |         |  |
| 3.  | "Contos de Fadas"                                    |         |  |
| 4.  | "Prisioneiro do Futuro"                              |         |  |
| 5.  | "Amor"                                               |         |  |
| 6.  | "Sem Futuro"                                         |         |  |
| 7.  | "Mensagem de Amor"                                   |         |  |
| 8.  | "Vida Difícil"                                       |         |  |
| 9.  | "Um Telefone É Muito Pouco"                          |         |  |
| 10. | "Cobra Venenosa (participação – Selvagem Big Abreu)" |         |  |